# Harrison (Tennessee)
Harrison é uma Região censo-designada localizada no estado norte-americano de Tennessee, no Condado de Hamilton.

## Demografia
Segundo o censo norte-americano de 2000, a sua população era de 7630 habitantes.

## Geografia
De acordo com o United States Census Bureau tem uma área de
23,7 km², dos quais 18,9 km² cobertos por terra e 4,8 km² cobertos por água. Harrison localiza-se a aproximadamente 159 m acima do nível do mar.

## Localidades na vizinhança
O diagrama seguinte representa as localidades num raio de 12 km ao redor de Harrison.